# Haliplus deceptus
Haliplus deceptus är en skalbaggsart som beskrevs av Matheson 1912. Haliplus deceptus ingår i släktet Haliplus och familjen vattentrampare. Inga underarter finns listade i Catalogue of Life.